# El taller de libros prohibidos
El taller de libros prohibidos es la sexta novela de Olalla García, publicada en 2018. Novela histórica de intriga que recrea el ambiente y la situación de los impresores y libreros en Alcalá de Henares durante el Siglo de Oro, en especial sus problemas con la Inquisición.

## Argumento
1572 en Alcalá de Henares. La joven Inés Ramírez, al enviudar, se hace cargo de la librería familiar. Pronto descubre que su esposo poseía la clave de acceso al único ejemplar de un libro prohibido, cuya desaparición había sido ordenada por el poder político y la Iglesia siglos atrás. Con la colaboración de Pierre Arbús, un oficial de imprenta francés, buscan el único ejemplar existente de ese libro. Se enfrentarán a personajes de todo tipo: maestros impresores, eruditos, delincuentes y nobles de alta cuna. Además, la estricta censura en los tiempos de Felipe II y el Índice de libros prohibidos del inquisidor general Valdés, que velaban por el control del pensamiento y la palabra en España, convierten en una aventura muy peligrosa el contacto con cualquier obra prohibida.

## Personajes principales
- Inés Ramírez: protagonista. Joven viuda del librero complutense Antonio Lozano.
- Pierre Arbús: un misterioso oficial de imprenta francés. Trabaja como tirador en la imprenta de Juan Gracián.
- Juan Gracián: impresor en Alcalá de Henares entre 1568 y 1587. Cuñado de Inés Ramírez
- María Ramírez: hermana mayor de la protagonista y esposa del impresor Juan Gracián.
- Ana Ribera: madre de Inés y María Ramírez
- Albertillo: aprendiz en el taller del difunto Antonio Lozano.
- Matilde: sirvienta de la casa de la protagonista

## Estructura
La obra está dividida en tres partes y dos apéndices.
- Primera parte.– Negocios importantes (consta de 10 capítulos)
- Segunda parte.– Una doctrina escandalosa (consta de 9 capítulos)
- Tercera parte.– Muy graves daños (consta de 13 capítulos)

Apéndices
El texto incluye un listado con una breve descripción de los personajes, tanto históricos como ficticios, que aparecen en la novela; y un glosario de términos relacionados con la impresión de libros en el siglo XVI.

## Frases significativas

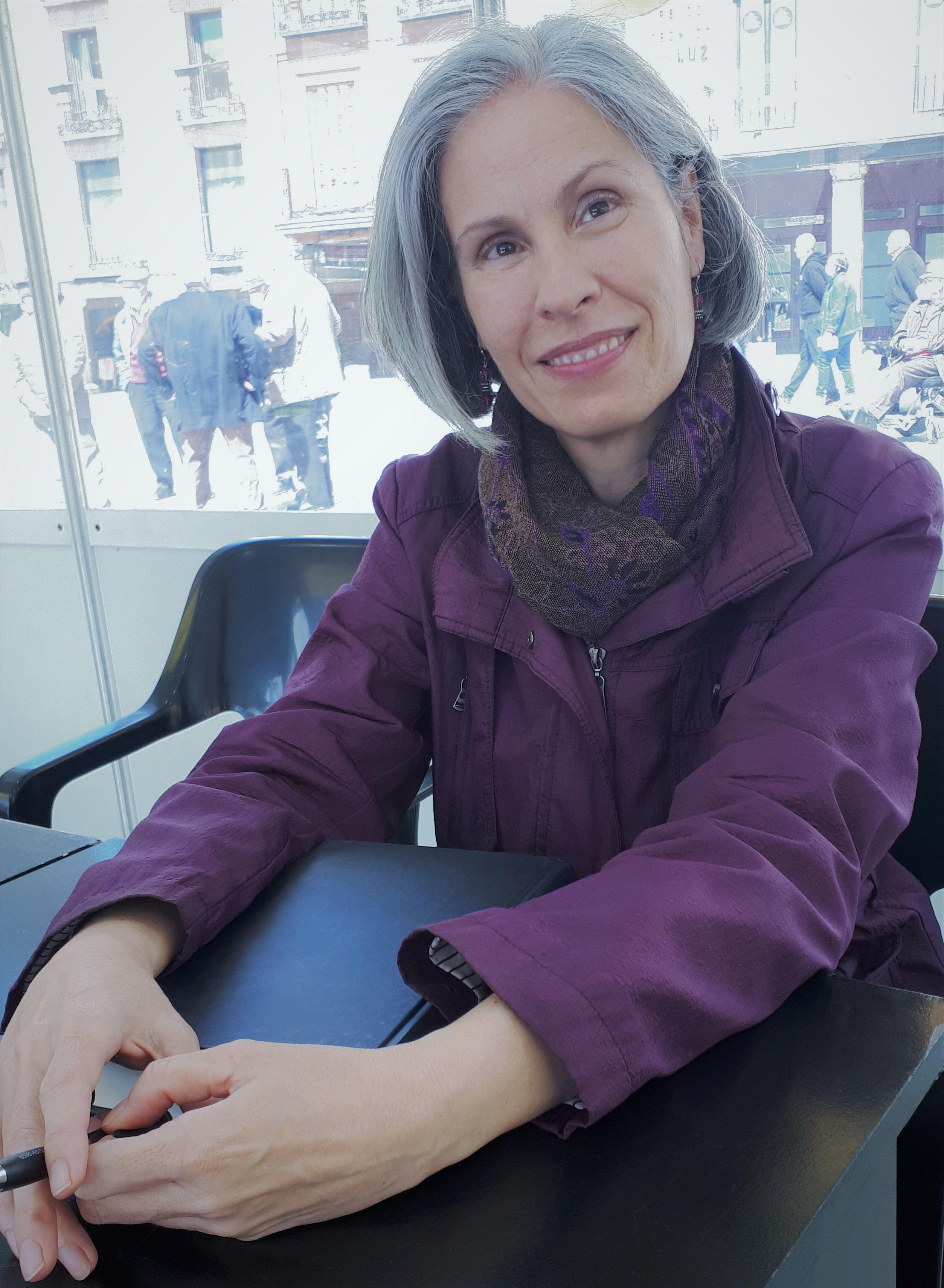
Olalla García, la autora del libro.

- "La palabra hablada mira a la inmediatez; la escrita a la inmortalidad. Quien vive en ella, vive para siempre."
- "La palabra revela lo visible y lo oculto. Es el fruto del pensamiento, el camino a la verdad."
- "Las palabras poseen fuerza, pero nada les confiere tanto poder como el contacto con el papel."
- "...cada hombre ha de abrirse su propio espacio; que el destino se fabrica, no se recibe.”